# Srednje visoka orbita oko Zemlje
Srednje visoka orbita oko Zemlje (medium Earth orbit (MEO) ili intermediate circular orbit (ICO) ), vrsta orbite umjetnih satelita. Sateliti na ovoj orbiti su na visini od 2000 km do otprilike 35.786 kilometara, tik ispod geostacionarne orbite. U prosjeku oko 16.000 kilometara Ispod te orbite je niska orbita oko Zemlje. Sateliti na tim orbitama obično obiđu Zemlju u vremenu od 2 sata do 8 sati. Slične su namjene kao i sateliti u niskoj orbiti, ali zato mogu pokrivati veće površine. Slabost je što zbog udaljenosti postoji signifikatno kašnjenje signala koji je slabiji pa treba jači signal i sa satelita i s postaje sa Zemlje koja mu šalje podatke. Ni sateliti na srednje visokoj orbiti nisu na istoj točki iznad Zemlje dok lebde u orbiti. Tu osobinu imaju geostacionarni sateliti.
Najviše satelita u ovom polju kruženja su za navigaciju, komunikaciju, geodeziju i za znanost koja se bavi svemirskim okolišem. Najčešće su na visini od 20.000 kilometara, što daje ophodno vrijeme od 12 sati. Primjerice tamo ophodi Globalni pozicijski sustav (GPS). Ostali sateliti u srednje visokoj orbiti oko Zemlje su iz konstelacija satelita GLONASS, na visini od 19.100 km te  , na visini od 23.222 km.
Komunikacijski sateliti koji pokrivaju sjeverni i južni pol također su u srednje visokoj orbiti.
Ophodno vrijeme satelita u ovoj orbiti u rasponu je od dva do skoro 24 sata. Telstar 1, pokusni satelit lansiran 1962., kružio je u srednje visokoj orbiti.

## Vanjske poveznice
- PMF Zagreb Globalni navigacijski satelitski sustavi
- Satelitska mjerenja i izjednačenje
- Mreža  Arhivirana inačica izvorne stranice od 26. rujna 2018. (Wayback Machine) Novi Galileovi sateliti poboljšavaju satelitsku navigaciju EU-a